# Електрон-позитронна анігіляція
Позитрон-електронна анігіляція — (найбільш вивчений приклад процесу анігіляції) — реакція взаємознищення при зіткненні електрона та позитрона як елементарної частинки та античастинки.
При анігіляції повинні виконуватися закони збереження: закон збереження електричного заряду, закон збереження енергії, закони збереження імпульсу й моменту імпульсу. Ці закони накладають обмеження на можливі продукти реакції. Так, анігіляція з утворенням одного фотона у вільному просторі неможлива. 
Енергія спокою пари електрона й позитрона дорівнює E = 2E0 = 2mc², де E0 — енергія спокою, m — маса частинок, c — швидкість світла. Це приблизно 2·0,511 МеВ. 
При низьких значеннях енергії внаслідок зіткнення утворюються два або три фотони, залежно від орієнтації спінів електрона та позитрона. 
При енергіях частинок, що значно перевищують МеВ, стає можливою багатофотонна анігіляція. При енергія у сотні МеВ анігіляція електрон-позитронної пари породжує в основному адрони.